# Peter Schmoll
Peter Schmoll (* 1953) ist ein deutscher Autor von Sachbüchern zur Geschichte der  Flugzeugproduktion bei der Messerschmitt GmbH und dem Luftkrieg im Zweiten Weltkrieg im Großraum Regensburg.

## Leben
Schmoll absolvierte nach der Schule zunächst eine Lehre zum Kfz-Mechaniker. Parallel dazu war er Mitglied der Freiwilligen Feuerwehr in Saal an der Donau. Mit 20 Jahren trat er der Werkfeuerwehr der Firma Bayernoil bei. 1994 wurde er Leiter der Werkfeuerwehr der Raffinerie in Neustadt an der Donau, ab dem Jahr 2000 leitete er die Werkfeuerwehren an allen drei Bayernoil-Standorten in Neustadt, Vohburg und Ingolstadt (letztere bis zur Schließung der Raffinerie im Jahr 2008). 2012 wurde Schmoll vom Landesfeuerwehrverband Bayern mit dem Bayerischen Feuerwehr-Ehrenkreuz in Silber ausgezeichnet. Im August 2013 ging er in den Ruhestand.
Schmoll, der verheiratet ist und mehrere Enkelkinder hat, lebt in Sandsbach. Bei den Kommunalwahlen in Bayern 2020 kandidierte er auf der Liste der Bayernpartei für einen Sitz im Kreistag des Landkreises Kelheim.

## Tätigkeit als Autor
Schmoll beschäftigt sich seit den 1970er Jahren mit der Geschichte der Flugzeugproduktion bei der Messerschmitt GmbH in Regensburg-Prüfening und Obertraubling sowie des Luftkriegs im Zweiten Weltkrieg im Großraum Regensburg.
Sein erstes Buch Luftangriff: Regensburg und die Messerschmittwerke im Fadenkreuz 1939–1945 erschien 1995. Ende 2019 erschien die dritte, erweiterte und überarbeitete Auflage.
Schmolls Betriebschronik der Messerschmitt-Werke in den Jahren 1938 bis 1945, erschienen 1998, bescheinigt Thomas Müller in der Zeitschrift für bayerische Landesgeschichte, eine „sehr ernstzunehmende“ Arbeit zu sein. Kritisch sieht Müller die „Detailverliebtheit“ des Autors und das „Fehlen eines Registers sowie eines wenigstens rudimentären Quellenverzeichnisses“. Im Anhang würden zwar die benutzten Archive, Sammlungen und Unterlagen aufgelistet, mehr aber auch nicht. Ein Anmerkungsapparat fehle völlig. Die wissenschaftliche Brauchbarkeit stoße daher sehr schnell an ihre Grenzen. Es handele sich um „ein sehr interessantes Stück eher beschreibend-erzählender denn analysierende Regensburger Stadtgeschichte“. Der Historiker Hans-Joachim Braun bekräftigt in der Zeitschrift Technikgeschichte, von „einem sorgfältig recherchierten und kommentierten Sachbuch […] kann hier keine Rede sein, wird doch das benutzte archivalische Material nicht quellenmäßig nachgewiesen.“ Bei Schmolls Arbeit „handelt es sich um das Werk eines historischen Amateurs“. Die neueren Forschungsansätze und -ergebnisse zur Rüstung im „Dritten Reich“ würden nahezu vollständig ignoriert.
Zwei seiner Bücher erschienen auch, zu einem Band zusammengefasst und ins Englische übersetzt, im Vereinigten Königreich.
Neben seiner Tätigkeit als Autor hält Schmoll auch regelmäßig öffentliche Vorträge über die Flugzeugproduktion bei Messerschmitt und den Luftkrieg im Raum Regensburg.
Im Februar 2024 widmete ihm der Hörfunksender BR Heimat eine knapp zweistündige Folge der Sendereihe Habe die Ehre!.

## Werke (Auswahl)
- Luftangriff: Regensburg und die Messerschmittwerke im Fadenkreuz 1939–1945, MZ Buchverlag, Regensburg 1995, ISBN 3-927529-12-5
- Die Messerschmitt-Werke im Zweiten Weltkrieg: Die Flugzeugproduktion der Messerschmitt GmbH Regensburg von 1938 bis 1945, MZ Buchverlag, Regensburg 1998, ISBN 3-931904-38-5
- Messerschmitt-Giganten und der Fliegerhorst Regensburg-Obertraubling 1936–1945, MZ Buchverlag, Regensburg 2002, ISBN 3-934863-09-4
- Nest of Eagles: Messerschmitt Production and Flight-Testing at Regensburg 1936–1945, Ian Allan Publishing, London 2010, ISBN 978-1-906537-12-8
- Sperrfeuer: Die Regensburger Flakhelfer, MZ Buchverlag, Regenstauf 2017, ISBN 978-3-86646-357-8
- Messerschmitt Me 109: Produktion und Einsatz, MZ Buchverlag, Regenstauf 2017, ISBN 978-3-86646-356-1
- Regensburg – die Katastrophe vom 17. August 1943, MZ Buchverlag, Regenstauf 2018, ISBN 978-3-86646-369-1
- Messerschmitt Me 210: Das Rüstungsfiasko eines Kampfflugzeuges im Zweiten Weltkrieg, MZ Buchverlag, Regenstauf 2023, ISBN 978-3-95587-428-5